# Hác Bằng
Hác Bằng (tiếng Trung giản thể: 郝鹏, bính âm Hán ngữ: Hǎo Péng, sinh tháng 7 năm 1960, người Hán) là chuyên gia kinh tế, chính trị gia nước Cộng hòa Nhân dân Trung Hoa. Ông là Ủy viên Ủy ban Trung ương Đảng Cộng sản Trung Quốc khóa XX, khóa XIX, Ủy viên dự khuyết khóa XVIII, hiện là Bí thư Tỉnh ủy Liêu Ninh. Ông từng là Bí thư Đảng ủy, Chủ nhiệm Ủy ban Giám sát và Quản lý Tài sản Nhà nước Trung Quốc; Phó Bí thư Tỉnh ủy, Tỉnh trưởng Thanh Hải; Phó Bí thư Khu ủy, Bí thư Ủy ban Chính Pháp Tây Tạng; Thường vụ Khu ủy, Phó Chủ tịch thường vụ Tây Tạng.
Hác Bằng là đảng viên Đảng Cộng sản Trung Quốc, học vị Cử nhân Công trình chế tạo phi hành khí, Thạc sĩ Kỹ thuật, học hàm Chuyên gia kinh tế. Ông có sự nghiệp công tác nhiều năm ở vùng địa phương Tây Bắc, Tây Nam Trung Quốc trước khi được điều về trung ương.

## Xuất thân và giáo dục
Hác Bằng sinh tháng 7 năm 1960 tại huyện Phượng Tường, nay là quận Phượng Tường, thuộc địa cấp thị Bảo Kê, tỉnh Thiểm Tây, Cộng hòa Nhân dân Trung Hoa. Ông lớn lên ở Phượng Tường, tốt nghiệp phổ thông năm 1976, sau đó thuộc diện thanh niên tri thức trong phong trào Vận động tiến về nông thôn (上山下乡运动), được điều về tham gia lao động, hoạt động nông nghiệp nông thôn ở công xã thuộc trấn Lộ Viên, huyện Vị Nguyên, tỉnh Cam Túc cho đến cuối năm 1978, khi phong trào này bị bãi bỏ bởi nhà lãnh đạo Đặng Tiểu Bình. Tháng 10 năm 1978, ông trúng tuyển Đại học Công nghiệp Tây Bắc và tới thủ phủ Tây An nhập học Khoa Công trình chế tạo phi hành khí rồi tốt nghiệp kỹ sư chế tạo máy bay vào tháng 7 năm 1982, ông cũng được kết nạp Đảng Cộng sản Trung Quốc trong những năm đại học, vào tháng 3 năm 1982. Tháng 9 năm 1997, ông trở lại trường này, theo học cao học chuyên ngành hệ thống kỹ thuật hàng không vũ trụ của Khoa Khống chế tự động, nhận bằng thạc sĩ vào tháng 12 năm 2000.

## Sự nghiệp

### Các giai đoạn
Tháng 7 năm 1982, sau khi tốt nghiệp đại học, Hác Bằng bắt đầu sự nghiệp khi được tuyển dụng vào hệ thống hàng không Trung Quốc, làm kỹ thuật viên chi nhánh nhà máy gia công cơ khí của Nhà máy tổng hợp sản xuất thiết bị điều khiển phi không Lan Châu (兰州飞控仪器总厂, Lanzhou AVIC). Ở nhà máy này, ông được bầu làm Phó Bí thư Đoàn thanh niên của nhà máy từ tháng 5 năm 1983, rồi Bí thư Đoàn ủy và Trợ lý Xưởng trưởng từ tháng 3 năm 1985, và Trưởng phòng Kế hoạch tổng hợp Lanzhou AVIC từ tháng 1 năm 1986. Tháng 6 năm 1990, ông được phân công làm Xưởng trưởng nhà máy dệt nhựa, chi nhánh của Lanzhou AVIC, rồi Xưởng trưởng nhà máy chi nhánh gia công cơ khí từ tháng 1 năm 1992, và Phó Xưởng trưởng quản lý kinh doanh từ tháng 3 năm 1993. Tháng 3 năm 1994, ông được bổ nhiệm làm Phó Bí thư Đảng ủy, Xưởng trưởng Lanzhou AVIC, đồng thời được bầu làm Phó Chủ tịch Hội Liên hiệp Thanh niên Toàn quốc Trung Hoa khóa VIII, kiêm nhiệm là Phó Hội trưởng Hội Doanh nhân trẻ Trung Quốc.
Tháng 2 năm 1999, sau gần 17 năm ở Lanzhou AVIC, Hác Bằng bắt đầu giai đoạn mới của sự nghiệp ở chính quyền địa phương khi được bổ nhiệm làm Phó Chủ nhiệm Ủy ban Kinh tế và Thương mại tỉnh Cam Túc, cấp chính sảnh, địa. Tháng 7 năm 2000, ông được phân công tới thủ phủ Lan Châu, vào ban thường vụ thành ủy, nhậm chức Phó Thị trưởng Lan Châu, rồi Phó Bí thư Thành ủy kiêm Phó Thị trưởng từ tháng 2 năm 2002. Tháng 11 năm 2003, Hác Bằng được điều chuyển tới Tây Tạng, được bầu và được Tổng lý Ôn Gia Bảo phê chuẩn bổ nhiệm làm Phó Chủ tịch Chính phủ Nhân dân Khu tự trị Tây Tạng. Năm 2006, ông được bầu vào Ban Thường vụ Khu ủy Tây Tạng từ tháng 6, nhậm chức Phó Bí thư từ tháng 10 và kiêm nhiệm Phó Chủ tịch thường vụ chính phủ khu từ tháng 11. Từ tháng 10 năm 2012, ông được phân công làm Phó Bí thư Khu ủy, Bí thư Ủy ban Chính Pháp Tây Tạng, kiêm Hiệu trưởng Trường Đảng Khu ủy Tây Tạng từ tháng 1 năm 2011.

### Cấp bộ trưởng
Tháng 11 năm 2012, tại Đại hội Đảng Cộng sản Trung Quốc khóa XVIII, Hác Bằng được bầu làm Ủy viên dự khuyết Ủy ban Trung ương Đảng Cộng sản Trung Quốc khóa XVIII nhiệm kỳ 2012–17. Sau đó, tháng 3 năm 2013, Ủy ban Trung ương quyết định điều chuyển ông tới tỉnh Thanh Hải, vào ban thường vụ tỉnh ủy, nhậm chức Phó Bí thư Tỉnh ủy Thanh Hải, kiêm Bí thư Đảng tổ chính phủ tỉnh, được bổ nhiệm làm Quyền Tỉnh trưởng Chính phủ Nhân dân tỉnh Thanh Hải, và Tỉnh trưởng chính thức từ ngày 28 tháng 4 năm 2013 khi được bầu bởi Nhân Đại Thanh Hải trong kỳ họp thứ hai. Ngày 30 tháng 5 năm 2013, ông được bầu làm đại biểu Đại hội đại biểu Nhân dân toàn quốc khóa XII từ Thanh Hải. Ngày 13 tháng 12 năm 2016, Hác Bằng được Ủy ban Trung ương Đảng điều về trung ương, bổ nhiệm làm Bí thư Đảng ủy Ủy ban Giám sát và Quản lý Tài sản Nhà nước Trung Quốc, phối hợp với Tiêu Á Khánh ở cơ quan này. Tháng 10 năm 2017, ông tham gia đại hội đại biểu toàn quốc, được bầu làm Ủy viên Ủy ban Trung ương Đảng Cộng sản Trung Quốc khóa XIX tại Đại hội Đảng Cộng sản Trung Quốc lần thứ 19. Ngày 13 tháng 12 năm 2019, Quốc vụ viện quyết định bổ nhiệm ông làm Chủ nhiệm Ủy ban Giám sát và Quản lý Tài sản Nhà nước, lãnh đạo toàn diện cơ quan này.
Cuối năm 2022, Hác Bằng tham gia Đại hội Đảng Cộng sản Trung Quốc lần thứ XX từ đoàn đại biểu khối cơ quan trung ương Đảng và Nhà nước. Trong quá trình bầu cử tại đại hội, ông tái đắc cử là Ủy viên Ủy ban Trung ương Đảng Cộng sản Trung Quốc khóa XX. Đến ngày 27 tháng 11 cùng năm, ông được điều về Liêu Ninh, nhậm chức Bí thư Tỉnh ủy, lãnh đạo toàn diện tỉnh kế nhiệm Ủy viên Cục Chính trị Trương Quốc Thanh.